# Tibor Tatai
Tibor Tatai, född den 4 augusti 1944 i Pöse, Ungern, är en ungersk kanotist.
Han tog bland annat VM-guld i C-1 1000 meter i samband med sprintvärldsmästerskapen i kanotsport 1970 i Köpenhamn.